# Spergularia azorica
Spergularia azorica là loài thực vật có hoa thuộc họ Cẩm chướng. Loài này được (Kindb.) Lebel miêu tả khoa học đầu tiên năm 1868.